# ميتش دونكان
ميتش دونكان (بالإنجليزية: Mitch Duncan)‏ هو لاعب كرة قدم أسترالية أسترالي، ولد في 10 يونيو 1991 في برث في أستراليا.

## وصلات خارجية
- ميتش دونكان على موقع AustralianFootball.com (الإنجليزية)
- ميتش دونكان على موقع AFLtables.com (الإنجليزية)